# Casamento místico
Casamento místico ou teologia nupcial é uma representação neotestamentária de uma comunhão com Jesus na forma de um casamento e do Reino de Deus como um banquete de casamento, uma tradição cujas raízes podem ser encontradas no Antigo Testamento. Esta teologia tem grande influência intelectual e oral nas histórias de Santa Catarina de Alexandria, Santa Catarina de Sena, Santa Teresa de Ávila, São Gregório Magno e São Bernardo de Claraval. Um conceito similar existia no antigo gnosticismo valentiano, com a noção da câmara nupcial, que envolvia o casamento do fiel com sua contraparte celestial.